# محمد منصوری (بازیکن گلبال)
محمد منصوری کارشناس خبره وسائط نقلیه موتوری زمینی

## افتخارات
- نشان طلایبازی‌های پاراآسیایی ۲۰۱۴ به میزبانی اینچئون، کره جنوبی[۱][۲][۳]